# Borzia
Borzia (en russe : Борзя) est une ville du kraï de Transbaïkalie, en Russie, et le centre administratif du raïon de Borzia. Sa population s'élevait à 29 181 habitants en 2019.

## Géographie
Borzia est arrosée par la rivière Borzia, dans le bassin de l'Amour, et se trouve à 280 km au sud-est de Tchita et à 5 022 km à l'est de Moscou.

## Histoire
Un premier hameau fut construit en 1899 pour les constructeurs de la voie ferrée et de la gare de Borzia. La localité reçut le statut commune urbaine en 1939 puis celui de ville en 1950.

## Population
Recensements (*) ou estimations de la population
| 1959*  | 1970*  | 1979*  | 1989*  | 2002*  | 2010*  | 2012   |
| ------ | ------ | ------ | ------ | ------ | ------ | ------ |
| 23 680 | 27 815 | 35 817 | 36 373 | 31 460 | 31 379 | 30 816 |

| 2013   | 2014   | 2015   | 2016   | 2017   | 2018   | 2019   |
| ------ | ------ | ------ | ------ | ------ | ------ | ------ |
| 30 308 | 29 822 | 29 405 | 29 050 | 28 874 | 28 888 | 29 181 |